# Îngerașii
Îngerașii este un serial românesc (comedie romantică) cu actorii Adela Popescu, Ioan Isaiu, Jennifer Dumitrașcu si Ionuț Bora în rolurile principale. A fost difuzat pe Acasă TV, în perioada 2008-2009. Creat de Ruxandra Ion, serialul este povestea Liei Damian și a celor doi copii ai ei, Carina Damian și Codin Damian. Celor trei li se alătură Tudor Apostol, noua „bonă”, și fiica sa, Mirela Apostol.

## Descriere
Lia Damian lucrează la un post de televiziune. Ea s-a căsătorit de tânără, din această căsătorie rezultând doi copii, Carina și Codin. După divorț, ea a rămas singură cu ei, nereușind să găsească o bonă care să aibă grijă de ei. Într-o zi, îl cunoaște pe Tudor Apostol și îl angajează să aibă grijă de copiii ei. Adevărul este că marele interes al bărbatului era să-i ofere propriului copil, Mirela, o locuință temporară. Din păcate, mama Liei nu îl suportă pe Tudor. În mijlocul acestei situații, apare un dansator, care aproape că o convinge pe Lia să creadă din nou în dragoste, pentru a-și reface viața. Numai ca acesta devine o mare dezamăgire după ce i se află secretul, iar Lia este din nou deznădăjduită, ca prima dată, numai că Tudor, Carina și Codin îi redau pofta de viață. Mihai Petre (Sergiu Neagu), în rolul dansatorului este indrăgostit peste cap de Lia acesta încercând să îi facă curte și refuză să creadă că Lia este împreună cu Tudor. 

## Distribuție
- Adela Popescu - Lia Damian, protagonista
- Ioan Isaiu - Tudor Apostol, protagonist
- Jennifer Dumitrașcu - Carina Damian, co-protagonista
- Ionuț Bora - Codin Damian, co-protagonist
- Lili Sanboeuf - Mirela Apostol, co-protagonista
- Razvan Fodor - Nistor Damian, antagonist (decodor)
- Mihai Petre - Sergiu Neagu, co-protagonist
- Dana Dembinski Medeleanu - Violeta Strâmbu, co-protagonista
- Rodica Popescu Bitănescu - Doamna Sterescu/ Maria Caraiman
- Marian Râlea - Ion Napoleon Pop
- Dana Rogoz - Ingrid, antagonistă
- Alina Grigore - Gigi (Gloria Gologan), co-protagonista
- Cătălin Cățoiu - Mirel Baldovin, antagonist
- Pavel Bartoș - Mafiotul Dudă (Ilie Năsturaș), antagonist
- Lucian Ifrim - Haralambie Stoian
- Rodica Lazăr - Tereza
- Cristian Facas - Oleg
- Rodica Negrea - Doamna Greta
- Adriela Morar - Doina
- George Alexandru - Romeo Ursu
- Alina Chivulescu - Mara
- Vlad Rădescu - Gavril Chiriac
- Flavia Tronca - Gențiana Chiriac
- Alin Panc - Justin Aliman
- Emil Mandanac - Răzvan Coman
- Roxana Guttman - Salome
- Gică Andrușcă - Tică Burcea
- Alexandru Coman - Valeriu
- Romeo Pop - Comisarul
- Adina Cristescu - Ursula
- Carmen Ionescu - Paraschiva
- Ioana Scărlătescu - Betty
- Laura Voicu - Katy
- Cristian Farcaș - Oleg
- Oana Mereuță - Aristida Diamandi
- Răzvan Bănică - Alex
- Alexandra Buză - Raluca
- Tudor Daniel - Ștefănescu
- Ruxandra Dedu - Petruța
- Marcela Roibu - Tania
- Cătălin Frasinescu - Dr.Barbu
- Nicolae Praida - Domnul Sterescu
- Radu Dobre Basarab - Nicu
- George Paul Avram - Mircea

Și copiii:
- Mario Kalmar - Alin
- Lorans Bataine - Liviu
- Cristina Ciobănașu - Monica
- Ruxandra Dedu - Petruța
- Sebastian Alberto Finati - Plăcintă
- Carla Oncescu - Veronica

## Coloană sonoră
- Melodia de pe coloana sonoră a serialului se numește „Îngerașii” și este cântată de Adela Popescu împreună cu Jennifer. A fost compusă de Florin Grozea, de la trupa Hi-Q și a fost prezentată în premieră la emisiunea „Povestiri de noapte”.

## Difuzări
Comedia romantică a avut mare succes în toată America Latină.